# Atentát na Hitlera z 20. července 1944
Atentát na Hitlera z 20. července 1944 byl pokus o zabití Adolfa Hitlera zorganizovaný odpůrci režimu, kteří se rekrutovali především z řad armády. Měl na něj navazovat státní převrat, přičemž spiklenci doufali, že se jim poté podaří vyjednat mír se západními spojenci. Akce představuje jeden z vrcholů německého protinacistického odboje.
Vlastní atentát provedl plukovník Claus Schenk von Stauffenberg. Neúspěch atentátu, z něhož Hitler vyšel jen lehce raněn, znamenal fakticky i neúspěch chystaného převratu. Za neúspěch mohla jednak slabá nálož, jednak fakt, že v průběhu porady někdo kufr s výbušninou odsunul tak, že Hitlera před výbuchem ochránil masivní dubový stůl.

## Přípravy
Poté, co se 6. června 1944 vylodily spojenecké jednotky v Normandii, čímž se vytvořila západní fronta, a poté, co německé jednotky utrpěly sérii závažných porážek na východní frontě při Operaci Bagration v Bělorusku, se spiklenci rozhodli o konečný atentát na Adolfa Hitlera. Hrabě Stauffenberg pro účely převzetí moci tajně modifikoval plán s krycím názvem Valkýra, určený původně pro potlačení rozsáhlejších protestů armádních nebo policejních jednotek na území Říše či okupovaných zemí.  Plán počítal s tím, že po atentátu bude obsazen spiklenci Berlín a další klíčová města Německa a pozatýkáni vůdčí členové SS a NSDAP.
Do příprav bylo zainteresovaných mnoho vysokých osobností, např. Arthur Nebe, Ludwig Beck, Erich Höpner, Hans Speidel a Hellmuth Stieff. Stauffenberg chtěl při atentátu spolu s Hitlerem také zlikvidovat Heinricha Himmlera a Hermanna Göringa. Tento důvod donutil ve dvou případech (11. a 15. července) ustoupit od plánu.
Avšak po následné poradě bylo dohodnuto, že další pokus o atentát bude proveden 20. července, i přesto, že zde nebudou přítomni ani Himmler, ani Göring.

## Průběh atentátu

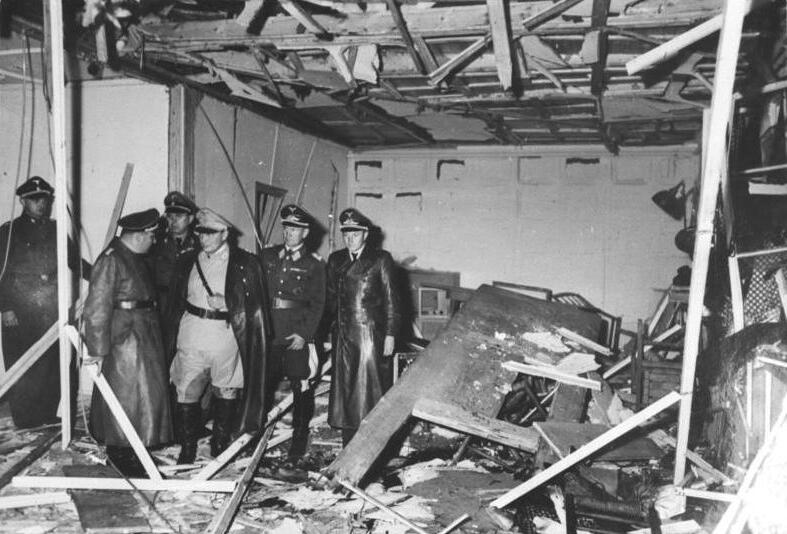
Místnost konání porady po atentátu

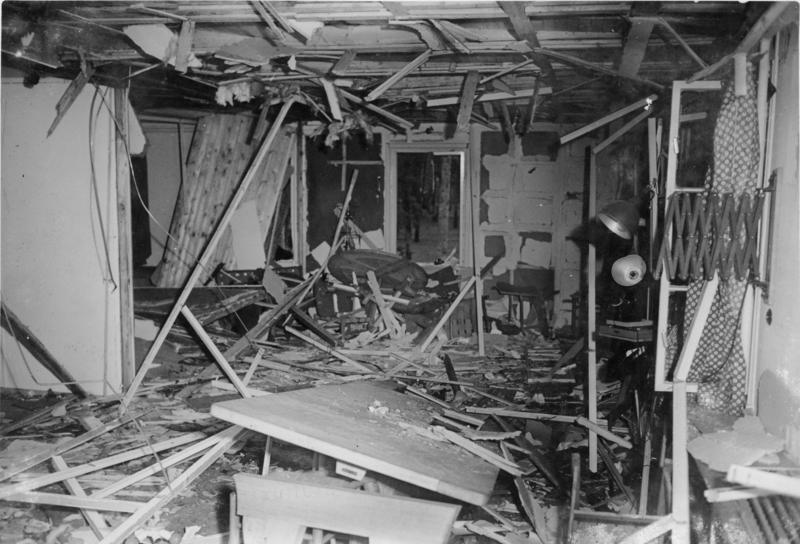
Táž místnost z jiného pohledu

Dne 20. července 1944 v 8 hodin odstartovalo na letišti v Rangsdorfu kurýrní letadlo se Stauffenbergem a nadporučíkem Wernerem von Haeften. Aktovka, kterou převáželi, obsahovala 2 balíčky po 1 kg výbušniny. Po příjezdu do Vlčího doupěte v Rastenburgu se Stauffenberg nejdříve zeptal majora Freyenda, kde by si mohl vyměnit košili. Freyend mu poskytl vlastní ubikaci. Zde Stauffenberg a von Haeften aktivovali bombu. Tehdy došlo k jejich prvnímu pochybení. Během sestavování bomby byli vyrušeni a rozhodli se ji kvůli nebezpečí prozrazení nedokončit. Bombu tedy sestavili jen z jednoho plátu o jednom kilogramu plastické trhaviny, i přesto, že v plánu byly započítány dva. Poté Stauffenberg vešel do poradní místnosti, kde položil aktovku asi metr od Hitlera.
Za fingované záminky (nutného telefonátu) se Stauffenberg dostal z budovy a nasedl do automobilu k Haeftenovi. Krátce poté, co ukrytá bomba vybuchla (cca 12.42), dojeli k první bráně, kde byli bez problémů puštěni. S menšími problémy projeli i druhou branou a poté směřovali k letišti. Zde nasedli do letadla a odletěli do Rangsdorfu.
Stauffenberg, aniž by se ujistil, že je Hitler mrtev, vydal rozkazy k provedení plánu Valkýra. I přes snahu Fellgiebela se nepodařilo odříznout Vlčí doupě od světa a nakonec se ukázalo, že Hitler atentát přežil. Po této zprávě docházelo opět k předání moci do rukou nacistů. Dne 21. července spáchal na frontě sebevraždu generál Henning von Tresckow. Po potlačení převratu bylo popraveno více než 200 osob a celkový počet obětí následných represí se uvádí kolem 5000 osob. 10. srpna byl popraven Stauffenbergův bratr Berthold. Po výsleších se zjistilo, že o přípravě převratu byl částečně informován i polní maršál Erwin Rommel, ten dostal na vybranou – buď popravu, anebo sebevraždu s tím, že bude uveřejněno, že zemřel na následky zranění ze dne 17. července 1944 a jeho rodina nebude nijak pronásledována. Aby uchránil svou rodinu, zvolil si sebevraždu kyanidovou kapslí.
Porada se za normálních okolností konala vždy v bunkru, vzhledem ke krásnému letnímu počasí bylo na poslední chvíli rozhodnuto, že se bude konat v lehkém dřevěném domku venku. Je velmi pravděpodobné, že tlaková vlna by v betonovém bunkru spolehlivě zabila všechny lidi přítomné v místnosti, v lehkém dřevěném domku však měla mnohem menší ničivý účinek, což nakonec vedlo k tomu, že Adolf Hitler i tento atentát přežil.
Podle některých spekulací pak byla aktovka ještě o kousek posunuta na druhou stranu jedné ze dvou masivních noh, na nichž stála deska stolu. Stůl samotný byl celý z masivního dubu, což mezi Hitlerem a explozí vytvořilo zábranu, která ho uchránila od nejničivějších účinků exploze. Zranění, která při atentátu utržil, byla jen minimální.

## Účastníci schůzky ve Wolfsschanze
- Německý vůdce Adolf Hitler

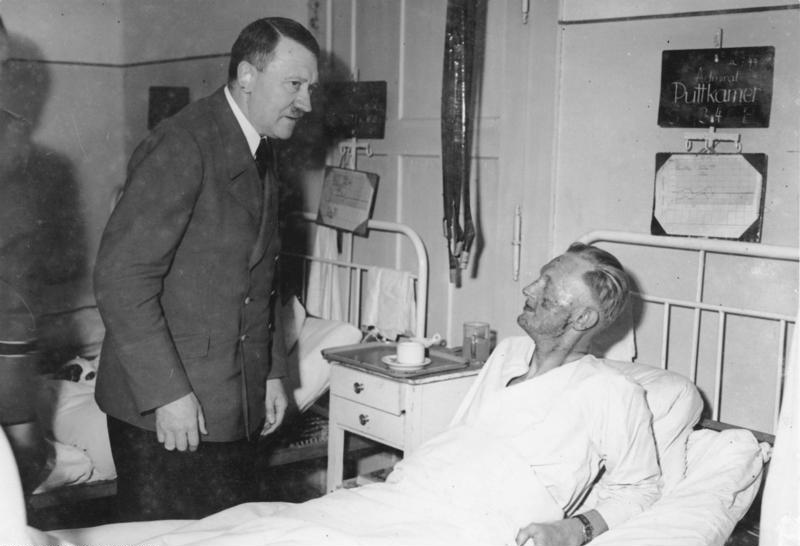
Adolf Hitler na návštěvě zraněného Puttkamera v nemocnici

- Polní maršál Wilhelm Keitel – vrchní velitel OKW
- Generálplukovník Alfred Jodl – šéf operačního štábu wehrmachtu na OKW
- General der Artillerie Walter Warlimont – šéf velících štábů wehrmachtu na OKW
- SS-Gruppenführer Hermann Fegelein – zástupce Waffen-SS
- Plukovník Nikolaus von Below – pobočník Adolfa Hiltlera pro Luftwaffe
- Viceadmirál Hans-Erich Voss – vrchní velitel OKM (námořnictva) na vůdcově velitelství
- SS-Sturmbannführer Otto Günsche – osobní pobočník Adolfa Hitlera
- Generálmajor Walter Scherff – šéf válečného historického oddělení Wehrmachtu (zraněn)
- Podplukovník Ernst John von Freyend – pobočník polního maršála Keitela
- Kontradmirál Karl-Jesko von Puttkamer – námořní pobočník Adolfa Hitlera (zraněn)
- General der Infanterie Walther Buhle – šéf vojenského personálu na OKW
- Podplukovník Heinrich Borgmann – Hitlerův pobočník (zraněn)
- General der Infanterie Rudolf Schmundt – šéf personálního úřadu Wehrmachtu (zabit)
- Podplukovník Heinz Waizenegger – druhý pobočník polního maršála Keitela
- General der Flieger Karl Bodenschatz – šéf ministerské kanceláře říšského ministra letectví, zastupoval říšského maršála Hermanna Göringa (zraněn)
- Plukovník Heinz Brandt – zástupce a pobočník generála Heusingera (zabit)
- Generálplukovník Günther Korten – náčelník generálního štábu Luftwaffe (zabit)
- Plukovník Claus von Stauffenberg – velící důstojník vojáků spojeneckých sborů na OKW
- Nadporučík Werner von Haeften – pobočník plukovníka Stauffenberga
- Generálporučík Adolf Heusinger – úřadující šéf generálního štábu armády (zraněn)
- Námořní kapitán Heinz Assman – štábní důstojník velícího štábu námořnictva (zraněn)
- Franz von Sonnleithner – ministerský kancléř
- Major Herbert Büchs – pobočník generála Jodla
- Stenograf Heinrich Berger – zapisovatel (zabit)
- Stenograf Heinz Buchholz – zapisovatel

## Filmové zpracování
V roce 2008 byl natočen film podle této události v koprodukci USA a Německa. Film natočil režisér Bryan Singer, do hlavní role plukovníka Stauffenberga byl obsazen americký herec Tom Cruise. V dalších rolích se objevili Bill Nighy, Kenneth Branagh nebo David Bamber v roli Hitlera. Premiéra v českých kinech proběhla 12. února 2009.